# أسامة أحمد الجندي
فريق بحري أسامة أحمد أحمد الجندي (1 يناير 1953 -) قائد عسكري مصري، وشغل منصب قائد القوات البحرية المصرية سابقاً،

## التأهيل العسكري
- بكالوريوس الدراسات البحرية
- ربان أعالي البحار دورة أغسطس
- فرقة قيادة نوعية
- ماجستير العلوم العسكرية والدراسات البحرية بكلية القادة والأركان
- زمالة كلية الحرب العليا من أكاديمية ناصر العسكرية العليا
- دورة إدارة الأزمات والتفاوض الأساسية
- الدورة العليا لكبار القادة
- ماجستير النقل الدولي من الأكاديمية العربية للعلوم والتكنولوجيا والنقل البحري

## حياته المهنية
- قائد اللواء الثاني لنشات
- رئيس أركان قاعدة مطروح البحرية
- قائد قاعدة مطروح البحرية
- قائد قاعدة البحر الأحمر البحرية
- قائد قاعدة إسكندرية البحرية
- رئيس شعبة العمليات البحرية
- رئيس أركان القوات البحرية المصرية
- قائدا القوات البحرية المصرية

## الأوسمة والأنواط والميداليات
- ميدالية الخدمة الطويلة والقدوة الحسنة
- نوط التدريب من الطبقة الأولى
- نوط الخدمة الممتازة
- ميدالية العيد العشرين للثورة
- نوط تحرير سيناء
- ميدالية اليوبيل الفضي لنصر أكتوبر
- ميدالية اليوبيل الفضي لتحرير سيناء
- ميدالية 25 يناير
- نوط الواجب العسكري من الطبقة الأولى